# نادي بجاية
نادي بجاية ( بالفرنسية:FC Béjaia ) هو نادي كرة قدم جزائري نسائي . يلعب في دوري الدرجة الأولى في الدوري الجزائري تأسس سنة 1999 .